# Mercury-Atlas 12
Mercury-Atlas 12 – ostatnia z trzech planowanych niezrealizowanych misji programu Mercury. Pilotem miał być Walter Schirra. Start planowano na koniec 1963 r.